# Штауфенберг (Гессен)
Штауфенберг (нем. Staufenberg) — город в Германии, в земле Гессен. Подчинён административному округу Гиссен. Входит в состав района Гиссен. Население составляет 8 143 человека (на 30 июня 2009 года). Занимает площадь 28,13 км². Официальный код — 06 5 31 017.